# Calcata
Calcata – miejscowość i gmina we Włoszech, w regionie Lacjum, w prowincji Viterbo.
Przez wieki była znana z - zakazanego przez Watykan - kultu Świętego Obrzezka (wł. Santo Prepuzio), który miał być jedynym zachowanym fragmentem ciała Jezusa. W 1983 r. relikwiarz, w którym miał być przechowywany, zaginął.
Według danych na rok 2004 gminę zamieszkiwało 846 osób, 120,9 os./km².